# François-Amable de Voisins
Pour les articles homonymes, voir Voisins.
Pour les autres membres de la famille, voir Famille de Voisins (Languedoc).
François-Amable de Voisins, né le 23 septembre 1765 à Brugairolles (actuel département de l'Aude) et mort le 14 février 1809 à Paris, est un dignitaire français de l'Église catholique.
Curé de Saint-Étienne-du-Mont de Paris, il y restaure le culte de sainte Geneviève. Il est aumônier de Napoléon et vicaire général de la Grande Aumônerie avant d'être évêque nommé de Saint-Flour de 1808 à sa mort en 1809.

## Biographie

### Une famille d'ancienne noblesse
François-Amable de Voisins est issu d"une famille d'ancienne noblesse. Il est le fils de Jean-Baptiste de Voisins, officier, seigneur de Brugairolles et de Madeleine de Baynaguel de Saint-Pardous.
Comme leur père, deux de ses frères sont officiers :
- Jacques-Rose, marquis de Voisins (mort en 1811), est capitaine d'artillerie et devient maire de Brugairolles et conseiller général du département de l'Aude[2] ;
- Paul de Voisins est officier[2].

### Prêtre réfractaire puis curé concordataire à Paris
Il est vicaire à Saint-Sulpice en 1789. Pendant la Révolution, il refuse de prêter serment à la Constitution civile du clergé et reste à Paris, où il reprend l'exercice du culte à partir de 1795.
Il devient curé de Saint-Étienne-du-Mont en 1802, qui est alors rouverte au culte. Cherchant à restaurer le culte de sainte Geneviève, il fait transporter en 1803 la pierre de son tombeau dans l'église Saint-Étienne-du-Mont, et publie anonymement, en 1805, un Abrégé de la vie de sainte Geneviève.

### Aumônier impérial et évêque nommé de Saint-Flour

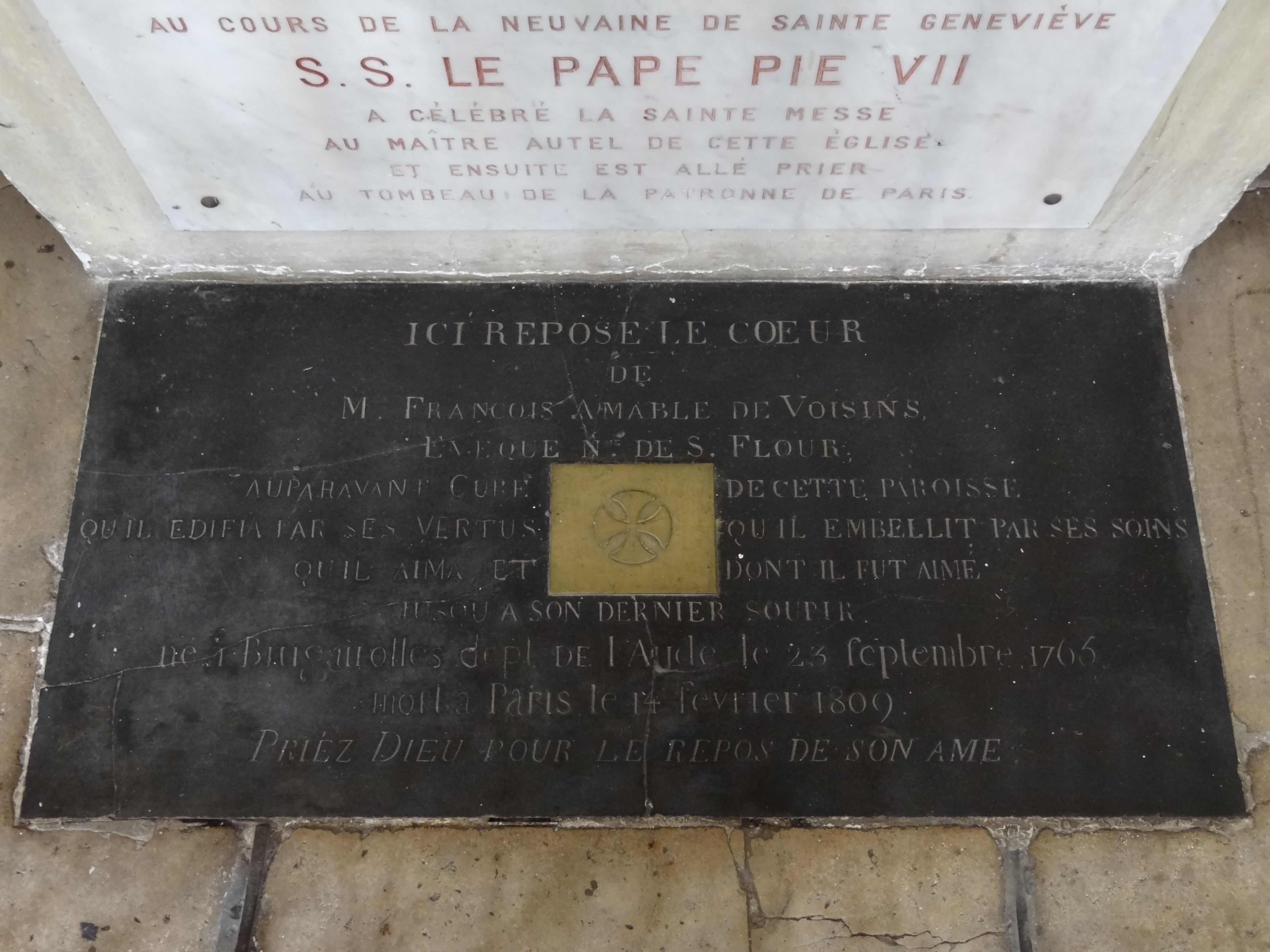
Cardiotaphe de François-Amable de Voisins derrière le maître-autel de l'église Saint-Étienne-du-Mont de Paris.

Le 26 janvier 1808, il est nommé aumônier de l'empereur et vicaire général de la Grande Aumônerie, fonction qu'il conserve après sa nomination comme évêque.
Le 11 juillet 1808, il est nommé évêque de Saint-Flour. Le chapitre de Saint-Flour l'élit vicaire capitulaire, ce qui lui permet d'administrer le diocèse, mais il n'obtient pas l'investiture pontificale (et n'est donc pas répertorié dans la base de données Catholic hierarchy). Même si, au cours du XIXe siècle, le diocèse de Saint-Flour est une terre de vocations sacerdotales nombreuses, il est, au moment de la nomination de Voisins, dans une situation difficile, avec un clergé vieillissant.
François-Amable de Voisins est fait baron de l'Empire le 21 septembre 1808 et meurt quelques mois après, le 14 février 1809, à Paris. Il est inhumé au cimetière du Calvaire de Montmartre tandis que son cœur repose dans l'église Saint-Étienne-du-Mont dont il était curé.

## Armes
D'argent aux 3 fusées de gueules rangées en fasce ; au franc-canton des barons-évêques brochant.

### Notice biographique
- Jacques-Olivier Boudon, Les élites religieuses à l'époque de Napoléon. Dictionnaire des évêques et vicaires généraux du Premier Empire, Paris, Nouveau Monde éditions / Fondation Napoléon, 2002, 313 p. (ISBN 2-84736-008-5), p. 262-263.